# Thomas Nagel (Philosoph)

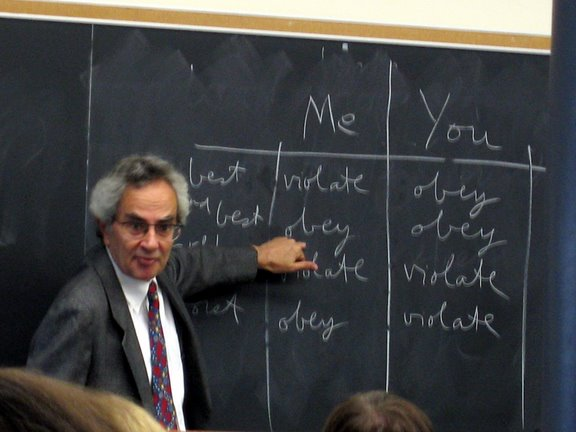
Thomas Nagel an der New York University (2008)

Thomas Nagel (* 4. Juli 1937 in Belgrad) ist ein US-amerikanischer Philosoph. Er lehrt an der New York University School of Law und bearbeitet ein weites Themenspektrum. Er lehrte unter anderem an der University of California, Berkeley und an der Princeton University. Zu seinen Schülern gehören Susan Wolf, Samuel Scheffler, Rebecca Goldstein und Shelly Kagan.

## Leben
Nagel wurde im Jahr 1937 als Kind einer jüdischen Flüchtlingsfamilie aus Deutschland in Belgrad geboren. Er studierte nach der Emigration aufgrund der Bedrohung durch die Nationalsozialisten in den Vereinigten Staaten an der Cornell University (B. A. 1958), und später dann im Vereinigten Königreich an der Universität Oxford und wiederum der Harvard University (Ph.D. 1963).

## Lehre

### Philosophie des Geistes
In der Philosophie des Geistes sympathisierte Nagel mit dem Panpsychismus. Bekannt wurde er in diesem Zusammenhang mit seinem 1974 publizierten Aufsatz What Is It Like to Be a Bat? (deutsch: „Wie ist es, eine Fledermaus zu sein?“). Dort tritt er reduktionistischen Bemühungen in Bezug auf die Erklärung des Bewusstseins entgegen. Egal wie viel wir über das Gehirn eines Wesens wissen, z. B. über das einer Fledermaus (daher der Titel), so können wir doch nie dessen Erlebnisperspektive erschließen. Ein Beispiel: Wenn wir genau wissen, was im Gehirn einer Fledermaus passiert, wenn sie mittels ihres echolotartigen Wahrnehmungsapparats Gegenstände wahrnimmt, wir also das neuronale Korrelat eines solchen Wahrnehmungserlebnisses kennen, so wissen wir immer noch nicht, wie es ist bzw. wie es sich für die Fledermaus anfühlt, solche echolotartigen Wahrnehmungen zu haben – “what is it like”. Und wir können es wohl auch nie wissen. Hier sind den Naturwissenschaften offenbar grundsätzliche Erkenntnisschranken gesetzt. Nagels Aufsatz hat in der analytischen Philosophie eine breite Debatte ausgelöst (die Qualiadebatte), deren Protagonisten heute Philosophen wie David Chalmers, Paul Churchland, Daniel Dennett, Frank Jackson, Joseph Levine und Michael Tye sind. Eine ähnliche Kritik am Wissensanspruch der Naturwissenschaften hatte im 19. Jahrhundert der Neurophysiologe Emil Du Bois-Reymond vertreten.

### Ethik
Nagel hat zudem Texte zur Ethik und politischen Philosophie verfasst. Seine Dissertation The Possibility of Altruism (1970) wurde von John Rawls betreut und beschäftigt sich vor allem aus Kantianischer Perspektive mit der Universalisierbarkeit von moralischen Beweggründen.
In seinem späteren Werk, insbesondere in The View from Nowhere (1986), bezieht Nagel die in seiner Philosophie des Geistes entwickelte Unterscheidung zwischen subjektiver und objektiver Perspektive auch auf die praktische Philosophie. Er unterscheidet dabei zwischen akteurrelativen und akteurneutralen Gründen, die beide für moralisches Handeln relevant würden. Auf dieser Grundlage setzt er sich einerseits vom ethischen Konsequentialismus (v. a. dem in den USA dominanten Utilitarismus) ab, der aus der Perspektive eines neutralen Beobachters verschiedene Zustände der Welt vergleicht, als auch von einer rein deontologischen Ethik, die moralische Pflichten zur Vornahme oder Nichtvornahme bestimmter Handlungen als akteurrelativ ansieht. Nagels Kritik am Konsequentialismus ist später von seinem Schüler Samuel Scheffler weiterentwickelt worden.
Wolfgang Kersting spricht zur Charakterisierung von Nagels Position von einem spannungsvollen Dualismus, der unhintergehbar sei und in dem sich die menschlich-vernünftige Existenz vollziehe. Diese sei zur Selbstranszendierung fähig und aufgefordert, könne aber auch die subjektive Perspektive nie ablegen.

## Ehrungen, Preise und Mitgliedschaften
- 1981 Aufnahme in die American Academy of Arts and Sciences
- 1988 Korrespondierendes Mitglied der British Academy[3]
- 1996 PEN/Diamonstein-Spielvogel Award für Other Minds (1995).
- 2006 Distinguished Achievement Award der Mellon Foundation
- 2006 Mitglied der American Philosophical Society[4]
- 2008 Balzan-Preis für Praktische Philosophie[5]
- 2008 Rolf-Schock-Preis in Logik und Philosophie der Königlich Schwedischen Akademie der Wissenschaften

## Veröffentlichungen (Auswahl)
Deutsch
- Die Grenzen der Objektivität. Philosophische Vorlesungen (= Reclams Universal-Bibliothek. Band 8721). Reclam, Stuttgart 1991, ISBN 3-15-008721-X (Originaltitel: The Limits of Objectivity. 1979. Übersetzt von Michael Gebauer).
- Der Blick von nirgendwo. Suhrkamp, Frankfurt am Main 1992, ISBN 3-518-58116-3 (Originaltitel: The View from Nowhere. 1986. Übersetzt von Michael Gebauer).
- Michael Gebauer (Hrsg.): Eine Abhandlung über Gleichheit und Parteilichkeit und andere Schriften zur politischen Philosophie. Schöningh, Paderborn/München/Wien/Zürich 1994, ISBN 3-506-76097-1 (Originaltitel: Equality and Partiality. 1991.).
- Das letzte Wort (= Reclams Universal-Bibliothek. Band 18021). Reclam, Stuttgart 1999, ISBN 3-15-018021-X (Originaltitel: The Last Word. 1997.).
- Michael Gebauer, Hans-Peter Schütt (Hrsg.): Die Möglichkeit des Altruismus. 2. Auflage. Philo, Berlin/Wien 2005, ISBN 3-86572-066-8 (Originaltitel: The Possibility of Altruism. 1970. Übersetzt von Michael Gebauer, Hans-Peter Schütt).
- Letzte Fragen. In: Michael Gebauer (Hrsg.): EVA-Taschenbuch. Neue erweiterte deutsche Auflage. Band 258. Europäische Verlagsanstalt, Hamburg 2008, ISBN 978-3-434-46171-5 (Originaltitel: Mortal Questions. 1979. Übersetzt von Karl-Ernst Prankel).
- Was bedeutet das alles? Eine ganz kurze Einführung in die Philosophie (= Reclams Universal-Bibliothek. Band 18630). Reclam, Stuttgart 2008, ISBN 978-3-15-018630-5 (Originaltitel: What Does It All Mean? A Very Short Introduction to Philosophy. 1987. Übersetzt von Michael Gebauer).
- Geist und Kosmos: Warum die materialistische neodarwinistische Konzeption der Natur so gut wie sicher falsch ist. Suhrkamp, Berlin 2013, ISBN 978-3-518-58601-3 (Originaltitel: Mind and Cosmos: Why the Materialist Neo-Darwinian Conception of Nature is Almost Certainly False. 2012. Übersetzt von Karin Wördemann).
- Moralische Gefühle, moralische Wirklichkeit, moralischer Fortschritt. Suhrkamp, Berlin 2025, ISBN 978-3-518-58828-4 (Originaltitel: Moral Feelings, Moral Reality, and Moral Progres. 2023. Übersetzt von Karin Wördemann).

Englisch
- Physicalism. In: The Philosophical Review. Band 74, 1965, S. 339–356.
- Other Minds. Critical Essays 1969–1994. Oxford University Press, New York 1999, ISBN 0-19-513246-7.
- mit Liam Murphy: The Myth of Ownership. Taxes and Justice. Oxford University Press, New York 2004, ISBN 0-19-517656-1.
- Concealment and Exposure. And Other Essays. Oxford University Press, New York 2004, ISBN 0-19-517977-3.
- Secular Philosophy and the Religious Temperament. Essays 2002–2008. Oxford University Press, New York 2010, ISBN 978-0-19-539411-5.
- Mind and Cosmos: Why the Materialist Neo-Darwinian Conception of Nature is Almost Certainly False. Oxford University Press, New York 2012, ISBN 978-0-19-991975-8.

- - Physikalismus. In: Peter Bieri (Hrsg.): Analytische Philosophie des Geistes. 2. Auflage. Athenäum Hain Hanstein, Bodenheim 1993, ISBN 3-8257-3006-9, Kap. 1, S. 56–72.
- What Is It Like to Be a Bat? In: The Philosophical Review. Band 83, Nr. 4, 1974, S. 435–450 (www.sas.upenn.edu PDF; 196 kB, JSTOR: 2183914, doi:10.2307/2183914).
  - Wie ist es, eine Fledermaus zu sein? In: Peter Bieri (Hrsg.) Analytische Philosophie des Geistes. Königstein 1981. Neuauflagen 1993 (dort Kap.12, S. 261–275) und 2007.
  - Ulrich Diehl (Hrsg. und Übers.): What Is it Like to Be a Bat? Wie ist es, eine Fledermaus zu sein? Englisch/Deutsch. Reclam, Stuttgart 2016, ISBN 978-3-15-019324-2.